# Kokia

Kokia (2008)

Kokia (rechts) mit Fans

Akiko Yoshida (jap. 吉田 亜紀子, Yoshida Akiko; * 22. Juli 1976 in der Präfektur Tokio, Japan) ist eine japanische Singer-Songwriterin, die unter dem Künstlernamen Kokia auftritt. Bekannt wurde sie durch zahlreiche Musikveröffentlichungen, wovon ein gewisser Anteil für Anime und Computerspiele aufgenommen wurde.

## Lebenslauf

### Kindheit und Jugend
Yoshida wurde 1976 in der Präfektur Tokio geboren, wo sie von ihrer Mutter aufgezogen wurde. Bereits im Alter von zweieinhalb Jahren begann sie damit Violine zu spielen, bevorzugte jedoch das familiäre Piano, dass sie anderen Spielsachen vorzug. Nach eigener Aussage könne sie sich daran erinnern, dass sie Bilderbücher auf das Notenpult legte und begann Musik zu erfinden, welche zur gezeigten Szene passen könnte.
Im Alter von 10 Jahren besuchte sie zusammen mit ihrer Schwester Kyoko Yoshida die Summer Music School in Amerika, die sie mit 14 nochmals besuchte. In der Oberschule legte sie ihren Schwerpunkt auf den Gesang und Opernmusik. Woraufhin sie Opernmusik an der Tōhō Gakuen Daigaku (桐朋学園大学) als Hauptfach wählte.
Während sie die Universität besuchte, reichte einer ihrer Freunde eine Probeaufnahme von Yoshida an einen Mitarbeiter von Pony Canyon weiter. Daraufhin gelang es ihr bei dem Unternehmen einen Vertrag zu unterschreiben und debütierte 1998, noch während sie die Universität besuchte. Dies war auch der Zeitpunkt, als sie sich ihren Bühnennamen Kokia gab, den sie aus den umgedrehten Silben ihres Vornamens Akiko ableitete – eine Angewohnheit, die sie aus ihrer Kindheit als Spiel übernommen hatte. Ihre erste Veröffentlichung war der Titel For Little Tail, auch wenn dieser nie auf CD erschien. Stattdessen diente er als musikalische Untermalung im Vorspann des Computerspiels Tail Concerto. Ihre ersten Titel wurden jedoch nicht von ihr selbst geschrieben. Sie stammten aus der Feder von Hinata Toshifumi und Yōko Kanno. Nach der Veröffentlichung von vier Singles veröffentlichte sie 1999 ihr Debütalbum Songbird. Im Gegensatz zu den vorherigen Singles fand sich nun eine Mehrheit von Titeln wieder, die von Yoshida selbst geschrieben wurde.
Noch unbekannt erreichte keine dieser Veröffentlichungen eine höhere Platzierung in den Charts. Dennoch wurde der Titel Arigatō… (ありがとう…, dt. „Danke …“) in Hongkong erfolgreich. So belegte der Titel beim „Internationalen großen Preis der Popmusik Hongkong“ (chinesisch 香港國際流行音樂大獎 / 香港国际流行音乐大奖, Pinyin Xiānggǎng guójì liúxíng yīnyuè dà shǎng) im Jahr 1999 den dritten Platz und wurde schließlich von Sammi Cheng im Oktober des Jahres gecovert. Daraufhin wurde der Titel ein Hit in Hongkong.

### Victor Entertainment
Nach der Veröffentlichung ihres ersten Albums wurde der Vertrag mit Pony Canyon eingestellt. Es folgten fünf Titel in Zusammenarbeit mit Sänger Ryūichi Kawamura von Luna Sea in dem Projekt RKS (ЯKS) im Jahr 2000. Das Album wurde von Victor Entertainment veröffentlicht, woraus sich die Beziehungen von Yoshida mit dem Publisher ergaben. Beginnend im Jahr 2001 veröffentlichte sie drei Singles bei ihrem neuen Vertragspartner.
Parallel dazu wurde Yoshida durch diverse Werbekampagnen bekannt, in denen ihre Musik gespielt wurde. Ebenfalls hatte sie ihre ersten Auftritte vor großem Publikum. So spielte sie bei dem Anti-Drogen-Konzert zusammen mit Four Heavenly Kings of Hong Kong entertainment (bestehend aus Jacky Cheung, Andy Lau, Aaron Kwok und Leon Lai) vor 30.000 Zuschauern in Hongkong und in Taiwan zu Neujahr 2001 gar vor 120.000 Zuschauern. Im Januar 2002 veröffentlichte sie ihr zweites Album Trip Trip, welches nun auch vollständig von ihr allein produziert wurde. Jedoch blieb auch diesmal der große Erfolg aus und keines der Alben konnte höhere Platzierungen in den japanischen Charts erreichen.
Im Jahr 2003 gelang ihr jedoch der Durchbruch. Ihre Single Kawaranai Koto – Since 1976 wurde in der Serie Itoshiki Mono e (愛しき者へ) im Vorspann gespielt und erreichte erstmals die Top 50. Ein noch größerer Erfolg sollte die Single The Power of Smile/Remember the Kiss werden, deren Musik in einem Werbespot für Haarpflege von Kaō verwendet wurde. Begleitet von der Bitte bei der populären Musiksendung Music Station aufzutreten, erreichte die Single die Top 20 in Japan und erreichte den Goldstatus bei der Recording Industry Association of Japan. Das darauf folgende Album Remember Me erreichte ebenfalls die Top 20 und es verkauften sich mehr als 45.000 Kopien.
Unterdessen erlebten ihre noch unter Pony Canyon aufgenommenen Titel I Catch a Cold und Shiroi Yuki (白い雪) ein Debüt in dem Soundtrack der chinesischen Serie Haitunwan Lianren (chinesisch 海豚湾恋人, Pinyin hǎitúnwān liànrén). Zugleich waren sie auch das Ende von Yoshidas aktiver Teilnahme am chinesischen Musikmarkt.
Ihr viertes Album Uta ga Chikara war wiederum weniger erfolgreich und es verkauften sich 20.000 Exemplare. Jedoch wurde der Titel und die gleichnamige Single Yume ga Chikara genutzt um die japanische Mannschaft zu den Olympischen Spielen 2004 in Athen zu motivieren. Im Februar 2006 veröffentlichte Toshida die Kollektionen Pearl: The Best Collection und Jewel: The Best Video Collection. Erstere erreichte den 19. Platz der Charts und ist die bisher letzte Veröffentlichung, die in den Top 20 zu finden war.

### Anco & Co., Frankreich
Seit 2006 begann Yoshida sich von Victor Entertainment zu lösen und stieg in den europäischen Musikmarkt ein. Bereits im Januar hielt sie ihr erstes Konzert in Paris und trat bei der Midem auf. Ebenso war das Album Pearl: The Best Collection in Frankreich und Spanien bereits einen Monat vor der Japan-Veröffentlichung verfügbar. Schließlich brach sie ihre Beziehungen zu Victor im Juni 2006 ab und gründete das eigenständige Unternehmen Anco & Co. Als Grund dafür nannte sie den Wunsch mehr Kontrolle über ihre eigene Kreativität zu haben. Seit November arbeitete sie eng mit dem in Frankreich auf Anime spezialisierten Weiterverkäufer Wasabi Records zusammen, bei dem sie ihr 5. Album Aigakikoeru: Listen for the Love veröffentlichte. Als Folge dessen erschien das Album erst sechs Monate später in Japan.
Dennoch veröffentlichte sie auch weiterhin Musik zu japanischen Produktionen. So erschien im November 2007 die Single Follow the Nightingale zu dem Franchise Tales of Innocence und erreichte Platz 30 in den japanischen Charts. Seitdem veröffentlichte sie weitere Alben, die sich thematisch mehr von dem ursprünglichen Themen unterschieden.
Zu ihrem zehnten Bühnenjubiläum veröffentlichte sie am 18. März 2009 die beiden Alben Kokia ∞ Akiko – Balance und Akiko ∞ Kokia – Balance und ging auf ihre Welttournee KOKIA world tour 2009「∞」infinity, die in Shibuya anfing und sie auch nach Frankreich, Irland, Polen, Belgien und Deutschland führte.

## Diskografie

### Studioalben
| Jahr | Titel                            | Höchstplatzierung, Gesamtwochen, AuszeichnungChartsChartplatzierungen (Jahr, Titel, Platzierungen, Wochen, Auszeichnungen, Anmerkungen) | Anmerkungen                                                   |
| Jahr | Titel                            | JP | Anmerkungen                                                   |
| ---- | -------------------------------- | --- | ------------------------------------------------------------- |
| 1999 | Songbird                         | — | Erstveröffentlichung: 16. Juli 1999                           |
| 2002 | Trip Trip                        | — | Erstveröffentlichung: 23. Januar 2002                         |
| 2003 | Remember Me                      | JP15 (10 Wo.)JP | Erstveröffentlichung: 12. November 2003 Verkäufe JP: + 45.000 |
| 2004 | Uta ga Chikara (歌がチカラ)      | JP23 (7 Wo.)JP | Erstveröffentlichung: 21. Juli 2004 Verkäufe JP: + 20.000     |
| 2007 | Aigakikoeru: Listen for the Love | JP67 (4 Wo.)JP | Erstveröffentlichung: 23. Mai 2007 Verkäufe JP: + 6.000       |
| 2008 | The Voice                        | JP42 (4 Wo.)JP | Erstveröffentlichung: 20. Februar 2008 Verkäufe JP: + 8.000   |
| 2008 | Fairy Dance: Kokia Meets Ireland | JP67 (3 Wo.)JP | Erstveröffentlichung: 24. September 2008 Verkäufe JP: + 4.000 |
| 2008 | Christmas Gift                   | JP56 (2 Wo.)JP | Erstveröffentlichung: 12. November 2008 Verkäufe JP: + 3.000  |
| 2009 | Kokia Infinity Akiko: Balance    | JP51 (3 Wo.)JP | Erstveröffentlichung: 18. März 2009 Verkäufe JP: + 5.000      |
| 2009 | Akiko Infinity Kokia: Balance    | — | Erstveröffentlichung: 18. März 2009                           |
| 2010 | Real World                       | JP44 (3 Wo.)JP | Erstveröffentlichung: 31. März 2010 Verkäufe JP: + 4.000      |
| 2010 | Road to Glory～long journey～    | JP92 (9 Wo.)JP | Erstveröffentlichung: 27. Oktober 2010                        |
| 2011 | Moment                           | JP21 (3 Wo.)JP | Erstveröffentlichung: 18. Mai 2011 Verkäufe JP: + 4.000       |
| 2013 | Where to Go My Love?             | JP38 (2 Wo.)JP | Erstveröffentlichung: 20. März 2013 Verkäufe JP: + 3.000      |
| 2015 | I Found You                      | JP36 (3 Wo.)JP | Erstveröffentlichung: 18. März 2015 Verkäufe JP: + 3.000      |
| 2018 | Tokyo Mermaid                    | JP59 (1 Wo.)JP | Erstveröffentlichung: 25. April 2018                          |

### Kompilationen
| Jahr | Titel                                        | Höchstplatzierung, Gesamtwochen, AuszeichnungChartsChartplatzierungen (Jahr, Titel, Platzierungen, Wochen, Auszeichnungen, Anmerkungen) | Anmerkungen                                                 |
| Jahr | Titel                                        | JP | Anmerkungen                                                 |
| ---- | -------------------------------------------- | --- | ----------------------------------------------------------- |
| 2006 | Pearl: The Best Collection                   | JP19 (8 Wo.)JP | Erstveröffentlichung: 1. Februar 2006 Verkäufe JP: + 19.000 |
| 2008 | Kokia Complete Collection 1998–1999          | JP254 (1 Wo.)JP | Erstveröffentlichung: 17. September 2008 Verkäufe JP: + 600 |
| 2009 | Coquillage – The Best Collection II          | JP73 (2 Wo.)JP | Erstveröffentlichung: 2. Dezember 2009 Verkäufe JP: + 3.000 |
| 2011 | Pieces                                       | JP62 (2 Wo.)JP | Erstveröffentlichung: 24. August 2011 Verkäufe JP: + 2.000  |
| 2012 | Kokoro Bakari (心ばかり) Just from the Heart | JP47 (2 Wo.)JP | Erstveröffentlichung: 7. März 2012 Verkäufe JP: + 3.000     |
| 2018 | Evolve to Love -20 years Anniversary Best-   | JP12 (2 Wo.)JP | Erstveröffentlichung: 21. Februar 2018                      |
| 2019 | Alive -The live history-                     | JP170 (1 Wo.)JP | Erstveröffentlichung: 29. April 2019                        |

### Coveralben
| Jahr | Titel              | Höchstplatzierung, Gesamtwochen, AuszeichnungChartsChartplatzierungen (Jahr, Titel, Platzierungen, Wochen, Auszeichnungen, Anmerkungen) | Anmerkungen                                                   |
| Jahr | Titel              | JP | Anmerkungen                                                   |
| ---- | ------------------ | --- | ------------------------------------------------------------- |
| 2010 | Musique à la carte | JP45 (2 Wo.)JP | Erstveröffentlichung: 15. September 2010 Verkäufe JP: + 3.000 |

### Livealben
| Jahr | Titel         | Höchstplatzierung, Gesamtwochen, AuszeichnungChartsChartplatzierungen (Jahr, Titel, Platzierungen, Wochen, Auszeichnungen, Anmerkungen) | Anmerkungen                                                 |
| Jahr | Titel         | JP | Anmerkungen                                                 |
| ---- | ------------- | --- | ----------------------------------------------------------- |
| 2014 | Color of Life | JP64 (1 Wo.)JP | Erstveröffentlichung: 12. Februar 2014 Verkäufe JP: + 1.000 |

### Singles
| Jahr | Titel Album | Höchstplatzierung, Gesamtwochen, AuszeichnungChartsChartplatzierungen (Jahr, Titel, Album, Platzierungen, Wochen, Auszeichnungen, Anmerkungen) | Anmerkungen |
| Jahr | Titel Album | JP | Anmerkungen |
| ---- | --- | --- | --- |
| 1998 | Aishiteiru Kara (愛しているから) Songbird                                                                              | — | Erstveröffentlichung: 29. April 1998 Verkäufe JP: + 94                                                                      |
| 1998 | Ai no Field (愛の輪郭(フィールド)) Brain Powerd Original Soundtrack 1                                                  | — | Erstveröffentlichung: 21. Mai 1998 Verkäufe JP: + 28 wurde im Abspann von Brain Powerd verwendet                            |
| 1998 | Tears in Love – | — | Erstveröffentlichung: 18. November 1998 Verkäufe JP: + 83                                                                   |
| 1999 | Arigatō… (ありがとう…) Songbird                                                                                        | JP— Gold (Digital)JP | Erstveröffentlichung: 17. Juni 1999 Verkäufe JP: + 83                                                                       |
| 2001 | Tomoni Trip Trip | — | Erstveröffentlichung: 23. Mai 2001 Verkäufe JP: + 87                                                                        |
| 2001 | Say Hi!! Trip Trip | — | Erstveröffentlichung: 22. August 2001 Verkäufe JP: + 56                                                                     |
| 2001 | Tenshi (天使) Trip Trip                                                                                                | — | Erstveröffentlichung: 21. November 2001 Verkäufe JP: + 85                                                                   |
| 2002 | Ningen te Sonna Mono ne (人間ってそんなものね) Trip Trip                                                               | — | Erstveröffentlichung: 23. Januar 2002 Verkäufe JP: + 79                                                                     |
| 2003 | Kawaranai Koto – Since 1976 (かわらないこと～Since 1976～) Remember Me                                                 | JP47 (11 Wo.)JP | Erstveröffentlichung: 21. Mai 2003 Verkäufe JP: + 26.000                                                                    |
| 2003 | The Power of Smile / Remember the Kiss Remember Me                                                                     | JP15 Gold · (9 Wo.)JP | Erstveröffentlichung: 24. September 2003 Verkäufe JP: + 32.000                                                              |
| 2004 | So Much Love for You Uta ga Chikara                                                                                    | JP40 (5 Wo.)JP | Erstveröffentlichung: 21. April 2004 Verkäufe JP: + 7.000                                                                   |
| 2004 | Yume ga Chikara (夢がチカラ) Uta ga Chikara                                                                            | JP30 (5 Wo.)JP | Erstveröffentlichung: 23. Juni 2004 Verkäufe JP: + 8.000                                                                    |
| 2005 | Dandelion Pearl: The Best Collection                                                                                   | — | Erstveröffentlichung: 23. Februar 2005 Verkäufe JP: + 4.000                                                                 |
| 2005 | Time to Say Goodbye Pearl: The Best Collection                                                                         | — | Erstveröffentlichung: 21. Juli 2005 Verkäufe JP: + 3.000                                                                    |
| 2006 | Ai no Melody / Chōwa Oto – With Reflection (愛のメロディー ／ 調和 Oto ～With Reflection～) Pearl: The Best Collection | JP30 (6 Wo.)JP | Erstveröffentlichung: 1. Januar 2006 Verkäufe JP: + 13.000                                                                  |
| 2007 | Watashi ni Dekiru Koto (私にできること) The Voice                                                                      | JP139 (3 Wo.)JP | Erstveröffentlichung: 16. März 2007 Verkäufe JP: + 8.000                                                                    |
| 2007 | Follow the Nightingale The Voice                                                                                       | JP33 (9 Wo.)JP | Erstveröffentlichung: 21. November 2007 Verkäufe JP: + 12.000                                                               |
| 2008 | Tatta Hitotsu no Omoi (たった１つの想い) Gunslinger Girl: Il Teatrino Vocal Album                                      | JP38 (12 Wo.)JP | Erstveröffentlichung: 23. Januar 2008 Verkäufe JP: + 10.000 als Opening der 2. Staffel von Gunslinger Girls verwendet       |
| 2009 | Karma Phantom: Requiem for the Phantom Original Soundtrack Vol. 1                                                      | JP45 (4 Wo.)JP | Erstveröffentlichung: 22. April 2009 Verkäufe JP: + 4.000 wurde im Vorspann von Phantom – Requiem for the Phantom verwendet |
| 2009 | Kimi o Sagashite / Last Love Song (君をさがして／last love song) Real World                                            | — | Erstveröffentlichung: 2009 Verkäufe JP: + 8.391 Download-Single                                                             |
| 2009 | Transparent Phantom: Requiem for the Phantom Original Soundtrack Vol. 2                                                | JP105 (1 Wo.)JP | Erstveröffentlichung: 26. August 2009 Verkäufe JP: + 900                                                                    |
| 2009 | Single Mother / Christmas no Hibiki (single mother／クリスマスの響き) Real World                                       | — | Erstveröffentlichung: 2009 Verkäufe JP: + 937 Download-Single                                                               |
| 2010 | Kodoku na Ikimono / Ano Hi no Watashi ni (孤独な生きもの／あの日の私に) Real World                                     | — | Erstveröffentlichung: 2010 Verkäufe JP: + 81 Download-Single                                                                |
| 2010 | Fate Broken Blade Bangai-hen Drama CD                                                                                  | JP85 (2 Wo.)JP | Erstveröffentlichung: 26. Mai 2010 Verkäufe JP: + 1.000 wurde im Vorspann der Filmreihe Break Blade verwendet               |
| 2010 | Road to Glory (Long Journey) Real World                                                                                | — | Erstveröffentlichung: 2010 Verkäufe JP: + 3.000                                                                             |
| 2011 | Sakura no Ki no Shita (桜の樹の下) / Hikari no Hō e (光の方へ) –                                                       | JP72 (2 Wo.)JP | Erstveröffentlichung: 27. April 2011 Verkäufe JP: + 1.000                                                                   |
| 2011 | Sekai o Tsutsumu Ribbon in Our Heart (世界を包む) Kokoro Bakari                                                        | — | Erstveröffentlichung: 2011 Verkäufe JP: + 84                                                                                |
| 2012 | New Day, New Life – | JP29 (4 Wo.)JP | Erstveröffentlichung: 25. Januar 2012 Verkäufe JP: + 4.000                                                                  |
| 2012 | Hikari o Atsumete (光をあつめて) –                                                                                     | JP45 (2 Wo.)JP | Erstveröffentlichung: 25. Januar 2012 Verkäufe JP: + 2.000                                                                  |
| 2012 | Memorial Days – | JP66 (2 Wo.)JP | Erstveröffentlichung: 25. Januar 2012 Verkäufe JP: + 1.000                                                                  |
| 2012 | Yume Oibito (夢追人) –                                                                                                 | JP156 (1 Wo.)JP | Erstveröffentlichung: 1. März 2012 Verkäufe JP: + 400                                                                       |
| 2013 | Battle of Destiny – | JP33 (2 Wo.)JP | Erstveröffentlichung: 20. Februar 2013 Verkäufe JP: + 3.000                                                                 |
| 2013 | Kioku no Hikari (記憶の光) –                                                                                           | JP47 (3 Wo.)JP | Erstveröffentlichung: 27. März 2013 Verkäufe JP: + 2.000                                                                    |
| 2016 | 偽りの空の先にあるもの –                                                                                               | JP130 (1 Wo.)JP | Erstveröffentlichung: 14. September 2016                                                                                    |
| 2017 | Nostalgia – | JP123 (1 Wo.)JP | Erstveröffentlichung: 11. Oktober 2017                                                                                      |